# Снежногорский
Снежного́рский — посёлок в Зейском районе Амурской области России. Образует сельское поселение Снежногорский сельсовет.
Посёлок Снежногорский, как и Зейский район, приравнен к районам Крайнего Севера.

## География
Расположен в 100 км к северо-востоку от районного центра, города Зея, на восточном берегу Зейского водохранилища.

## Население
| 2002 | 2010 | 2012 | 2013 | 2014 | 2015 | 2016 |
| ---- | ---- | ---- | ---- | ---- | ---- | ---- |
| 568  | ↘417 | ↘400 | ↘389 | ↘382 | ↘374 | ↘365 |
| 2017 | 2018 | 2021 |      |      |      |      |
| ↘350 | ↘342 | ↘341 |      |      |      |      |

## История
С 1926 года было подчинено Зейскому округу Дальневосточного края. С 20 октября 1932 года входит в состав новообразованной Амурской области.
С 1 января 2006 года органом местного самоуправления является Снежногорский сельсовет.